# Wimbledon 2015 – čtyřhra vozíčkářů
Dvojnásobným obhájcem titulu soutěže čtyřhry vozíčkářů na londýnském grandslamu ve Wimbledonu 2015 byl francouzsko-japonský nejvýše nasazený pár Stéphane Houdet a Šingo Kunieda. Jeho členové však v semifinále podlehli Fernándezovi s Peiferem.
Deblovou soutěž vozíčkářů vyhrála argentinsko-francouzská dvojice Gustavo Fernández a Nicolas Peifer, která ve finále porazila britsko-francouzský pár Gordon Reid a Michael Jeremiasz po třísetovém průběhu 7–5, 5–7 a 6–2.
Oba vítězové vybojovali premiérový wimbledonský titul. Do žebříčku okruhu NEC Tour si každý z nich připsal 800 bodů a dvojice si rozdělila prémii 15 000 liber, finalisté pak poloviční částku.

## Nasazení párů
1. Stéphane Houdet /  Šingo Kunieda (semifinále)
2. Gordon Reid /  Michael Jeremiasz (finále)

## Pavouk
| Legenda                                                       |                                                                        |                                                   |
| - Q – kvalifikant - WC – divoká karta - LL – šťastný poražený | - Alt – náhradník - SE – zvláštní výjimka - PR/SR – žebříčková ochrana | - w/o – bez boje - r – skreč - d – diskvalifikace |

|  | Semifinále | Semifinále                       | Semifinále                    | Semifinále | Semifinále |                                  |                             | Finále                        | Finále                      | Finále              | Finále              | Finále              |
|  |            |                                  |                               |            |            |                                  |                             |                               |                             |                     |                     |                     |
|  | 1          | Stéphane Houdet Šingo Kunieda    | 3                             | 5          |            |                                  |                             |                               |                             |                     |                     |                     |
|  |            | Gustavo Fernández Nicolas Peifer | 6                             | 7          |            |                                  |                             |                               |                             |                     |                     |                     |
|  |            | Gustavo Fernández Nicolas Peifer | 6                             | 7          |            | Gustavo Fernández Nicolas Peifer | 7                           | 5                             | 6                           |                     |                     |                     |
|  |            |                                  |                               |            |            | Gustavo Fernández Nicolas Peifer | 7                           | 5                             | 6                           |                     |                     |                     |
|  |            | 2                                | Michael Jeremiasz Gordon Reid | 5          | 7          | 2                                |                             |                               |                             |                     |                     |                     |
|  | WC         | 2                                | Michael Jeremiasz Gordon Reid | 5          | 7          | 2                                | Joachim Gérard Alfie Hewett | 69                            | 6                           | 64                  |                     |                     |
|  | WC         |                                  |                               |            |            |                                  | Joachim Gérard Alfie Hewett | 69                            | 6                           | 64                  |                     |                     |
|  | 2          | Michael Jeremiasz Gordon Reid    | 711                           | 3          | 7          |                                  |                             | Zápas o třetí místo           | Zápas o třetí místo         | Zápas o třetí místo | Zápas o třetí místo | Zápas o třetí místo |
|  |            |                                  |                               |            |            |                                  | 1                           | Stéphane Houdet Šingo Kunieda | 2                           | 7                   | 6                   |                     |
|  |            |                                  |                               |            |            |                                  |                             | WC                            | Joachim Gérard Alfie Hewett | 6                   | 5                   | 0                   |